# Stheniopygus
Stheniopygus is een kevergeslacht uit de familie van de boktorren (Cerambycidae). De wetenschappelijke naam van het geslacht werd voor het eerst geldig gepubliceerd in 1938 door Breuning.

## Soorten
Stheniopygus is monotypisch en omvat slechts de volgende soort:
- Stheniopygus medioalbus Breuning, 1938